# Wesco International

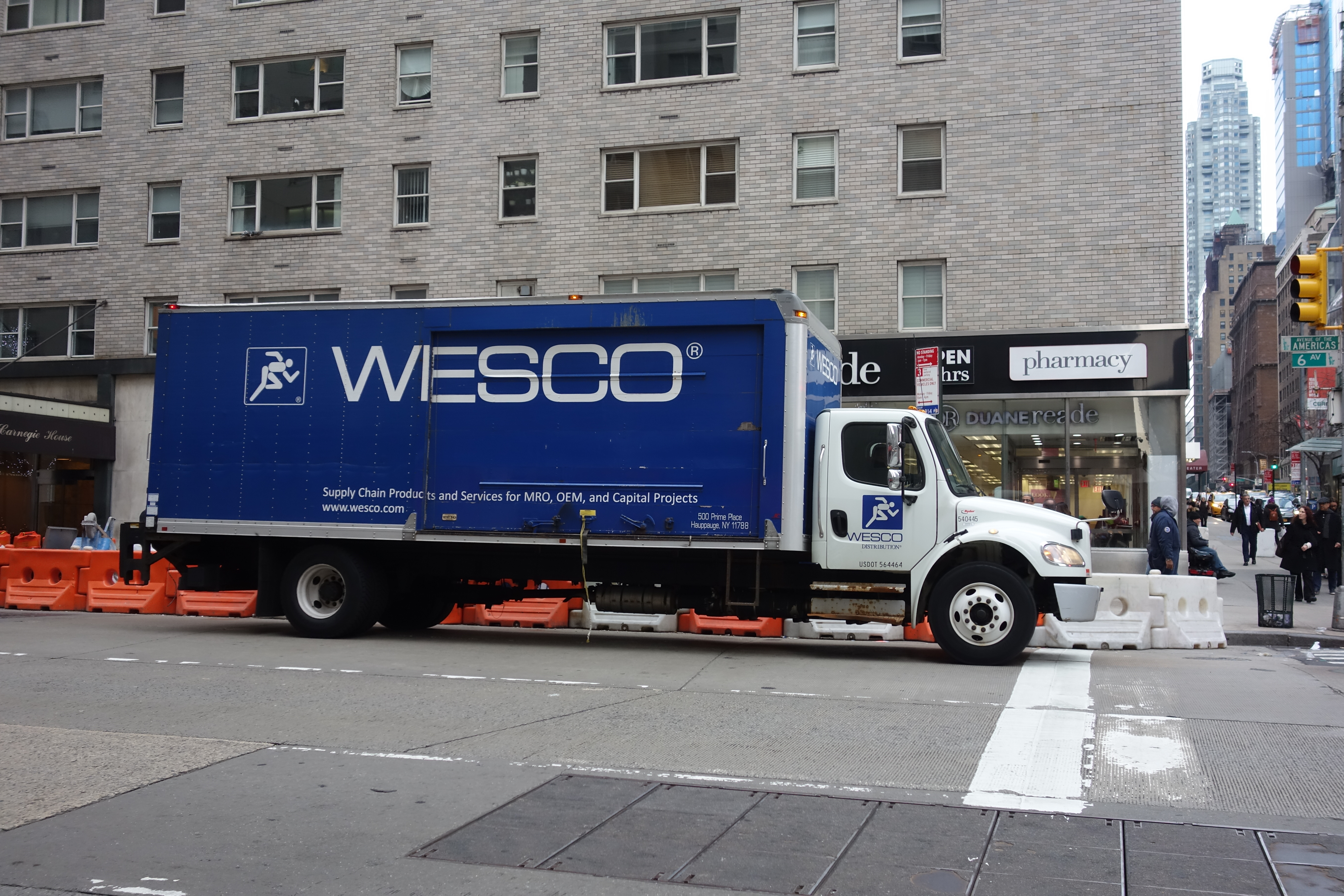
Wesco-Lkw in New York City

Wesco International ist ein US-amerikanisches Großhandelsunternehmen.
Wesco vertreibt unter anderem Werkzeuge, Sicherheitsprodukte, elektrische Bauelemente, Komponenten für die Netzwerktechnik, Verbindungstechnik und weitere Produkte für den Einsatz in der Industrie. Das Unternehmen bietet darüber hinaus verschiedene Dienstleistungen an.
Nach eigenen Angaben bedient Wesco 50 % aller Fortune-500-Unternehmen als Kunden.

## Geschichte
Das Unternehmen wurde 1922 unter dem Namen Westinghouse Electric Supply Company als Tochtergesellschaft der Westinghouse Electric Corporation gegründet und diente der Distribution der Westinghouse-Produkte. Im Jahr 1994 wurde die Sparte von Clayton, Dubilier & Rice (CD&R) aus dem Westinghouse-Konzern herausgekauft und zu WESCO Distribution, Inc. umfirmiert. CD&R veräußerte das Unternehmen 1998 an The Cypress Group weiter, die die Gesellschaft abermals umfirmierte und unter dem Namen WESCO International, Inc. 1999 an die Börse brachte. Im Jahr 2020 übernahm Wésco den Wettbewerber Anixter.